# Leitungsschutzschalter

Schaltzeichen einpolig

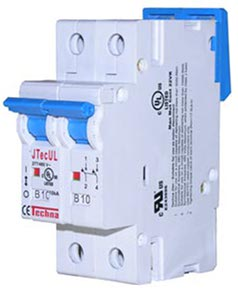
2-poliger Leitungsschutzschalter

Ein Leitungsschutzschalter, kurz LS-Schalter bzw. englisch Miniature Circuit Breaker (MCB), umgangssprachlich auch Sicherungsautomat oder kurz Automat bzw. Sicherung genannt, ist eine Überstromschutzeinrichtung in der Elektroinstallation. Leitungsschutzschalter werden in Niederspannungsnetzen eingesetzt, um Leitungen vor Beschädigung durch Erwärmung infolge zu hohen Stroms zu schützen. Sie können – ebenso wie eine Schmelzsicherung oder ein Leistungsschalter – einen Stromkreis bei Überlast und Kurzschluss selbsttätig abschalten. Der Leitungsschutzschalter ist ein wiederverwendbares, nicht selbsttätig rückstellendes Sicherungselement. Erfunden wurde er im Jahr 1924 in der Firma von Hugo Stotz in Mannheim.
Eine Kombination aus einem Leitungsschutzschalter (MCB) mit einem Fehlerstrom-Schutzschalter (RCCB) wird als RCBO (englisch Residual current operated Circuit-Breaker with Overcurrent protection) bezeichnet; deutsch als FI-LS (FI: Fehlerstrom, das I als Formelzeichen für den elektrischen Strom, LS für den Leitungsschutzschalter).
Anders als in der Elektroinstallation, in der die Abkürzung LS Standard ist, ist bei der Bahn die Abkürzung LSS gebräuchlich.

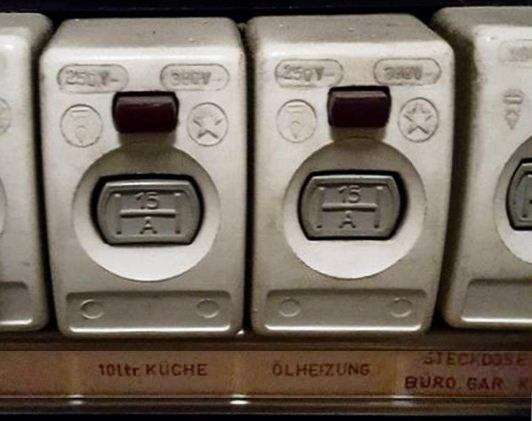
Leitungsschutzschalter, wie sie in (West-)Deutschland in den 1960er Jahren üblich waren (Charakteristik H wie "Haushalt").

## Funktionsweise

### Bauform
Leitungsschutzschalter haben ein Kunststoffgehäuse. Ältere Ausführungen waren zylindrisch und wurden anstelle der bis dahin üblichen Schraubsicherungen in die Edison-Schraubgewinde eingesetzt oder mit einer dünnen Metallschiene verschraubt. Moderne Leitungsschutzschalter haben rechteckige Gehäuse und können dicht nebeneinander auf eine Tragschiene (Hutschiene) montiert werden.
Einpolige Leitungsschutzschalter sind heute meistens 1 Teilungseinheit (TE) breit. Die Breite einer Teilungseinheit beträgt 18 mm. Die Einbaubreite der Geräte soll nach der Norm DIN 43880:1988-12 zwischen 17,5 und 18,0 mm liegen.
Zweipolige Ausführungen werden mit 2 TE, 1,5 TE oder auch 1 TE Breite hergestellt. Drei- und vierpolige Automaten sind entsprechend breiter.
Daneben gibt es auch Leitungsschutzschalter mit 1,5 TE Breite pro Pol. Meist sind diese für Nennströme von 80 A bis 125 A und/oder mit sehr hohem Abschaltvermögen ausgelegt. Ein selektiver Leitungsschutzschalter ist 1,5 TE breit, ältere Typen 2 TE. Sie werden auf einer Sammelschiene mit 40 mm Schienenmittenabstand montiert.
Alternativ werden die selektiven Leitungsschutzschalter auch auf normalen Hutschienen montiert, sie passen jedoch nicht in herkömmliche Kleinverteiler.
Soll ein Leitungsschutzschalter auch den Neutralleiter schalten, sind spezielle Automaten zu verwenden, da der Kontakt für den Neutralleiter nacheilend öffnen und voreilend schließen muss. Dadurch wird sichergestellt, dass die Phase nie ohne Neutralleiter durchgeschaltet wird.

### Aufbau
|  | 1. Schalthebel zum manuellen Ein- und Ausschalten. Umfasst auch die optische Anzeige des Schaltzustandes 2. Freiauslösung 3. Schaltkontakt 4. Anschlussklemmen 5. Bimetallstreifen zur thermisch bedingten Überlastauslösung 6. Kalibrierungsschraube, welche herstellerseitig zur Festlegung des thermischen Abschaltverhaltens verwendet wird (Teil der Charakteristik). 7. Spule zur elektromagnetischen Auslösung für hohe Ströme, typischerweise Kurzschlussströme 8. Deionkammer zur Lichtbogenlöschung bei Trennung eines Kurzschlussstromes. Der Lichtbogen wandert thermisch bedingt vom öffnenden Schaltkontakt (3) in den Bereich der Deionkammer, wo er durch die Aufteilung und Kühlung erlischt |

Transparenter Leitungsschutzschalter für Ausbildungszwecke. Kontakt vor grauem Hintergrund.

### Abschaltmechanismus
Der Abschaltmechanismus kann auf vier Arten ausgelöst werden:
Auslösung bei Überlast
Wenn der vorgegebene Nennwert des durch den Leitungsschutzschalter fließenden Stromes längere Zeit erheblich überschritten wird, erfolgt die Abschaltung. Die Zeit bis zur Auslösung hängt von der Stärke des Überstroms ab; bei hohem Überstrom ist sie kürzer als bei geringer Überschreitung des Nennstromes. Zur Auslösung wird ein Bimetall verwendet, das sich bei Erwärmung durch den durchfließenden Strom biegt und den Abschaltmechanismus auslöst (thermische Auslösung).
Elektromagnetische Auslösung bei Kurzschluss
Tritt in einer Anlage ein Kurzschluss auf, erfolgt die Abschaltung innerhalb einiger Millisekunden durch einen vom Strom durchflossenen Elektromagneten.
Manuelle Auslösung
Für Wartungsarbeiten oder zur vorübergehenden Stilllegung können Stromkreise am Leitungsschutzschalter manuell abgeschaltet werden. Dazu befindet sich ein Kippschalter oder ein Auslöseknopf auf der Frontseite.
Auslösung durch Zusatzmodule
Für die meisten Leitungsschutzschalter namhafter Hersteller gibt es neben Hilfsschaltern auch ansteckbare Unterspannungs- und Arbeitsstromauslöser, Fehlerstrom-Schutzschalter (englisch Residual Current Device, kurz RCD), Fehlerlichtbogen-Schutzeinrichtungen (englisch Arc Fault Detection Device, kurz AFDD) und motorische Antriebe (Wiedereinschaltgeräte), mit deren Hilfe der Leitungsschutzschalter geschaltet werden kann. Die Zusatzmodule werden je nach Leitungsschutzschalter rechts oder links angesteckt, oder in der Verteilung entsprechend verdrahtet.

### Freiauslösung
Ein wichtiges Merkmal von Leitungsschutzschaltern ist die unbeeinflussbare Freiauslösung. Sie stellt sicher, dass bei Kurzschluss eine sofortige Auslösung auch dann erfolgt, wenn der Schalthebel betätigt oder in der Ein-Stellung festgehalten wird.

### Wiedereinschalten
Nach Überlastauslösung muss der Bimetallstreifen erst abgekühlt sein, bevor ein Wiedereinschalten möglich ist. Die zum Wiedereinschalten notwendige manuelle Schalthandlung macht den Anwender auf einen möglichen Fehler aufmerksam und verhindert das automatische Wiedereinschalten (Fail-Safe). Somit ist das unkontrollierte Wiederanlaufen überlasteter Anlagen oder das unkontrollierte erneute Einschalten defekter Geräte/Installationen ausgeschlossen.

## Auslösecharakteristik

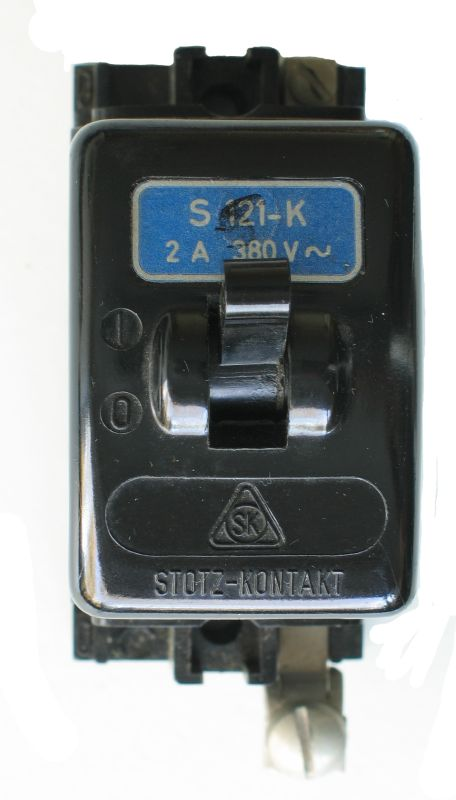
Stotz-Sockelautomat, 1950er-Jahre (Charakteristik K)

Man unterscheidet Leitungsschutzschalter neben Nennstrom und Bauform nach der Auslösecharakteristik. Die aktuell genormten Charakteristik-Typen B, C, D, E, K und Z sind in der Tabelle hervorgehoben. Die beiden Werte für Überlastauslösung bezeichnen jeweils den Nichtauslösestrom (kleiner Prüfstrom) und den Auslösestrom (großer Prüfstrom). Die maximale Auslösezeit gilt für den Auslösestrom. Einige Hersteller geben für die Auslöseströme bei Überlast und Kurzschluss engere Toleranzen an.
| Charak- teristik | Verwendung und Bemerkungen                                                                                  | Auslösestrom (Mehrfaches des Nennstroms)                                                                | Auslösestrom (Mehrfaches des Nennstroms) | Auslösestrom (Mehrfaches des Nennstroms) |
| Charak- teristik | Verwendung und Bemerkungen                                                                                  | Überlastauslöser (thermisch)                                                                            | Kurzschluss- auslöser (magnetisch)       | Kurzschluss- auslöser (magnetisch)       |
| Charak- teristik | Verwendung und Bemerkungen                                                                                  | Überlastauslöser (thermisch)                                                                            | AC 50 Hz                                 | DC                                       |
| ---------------- | --- | --- | ---------------------------------------- | ---------------------------------------- |
| A                | Siemens (nicht genormt); Halbleiterschutz; bei hoher Netzimpedanz; ähnlich Z                                | 1,13–1,45 [30 °C, 1 Stunde] (über 63 A: 2 Std.)                                                         | 2–3                                      | × 1,5                                    |
| B                | Allgemein üblicher Leitungsschutz                                                                           | 1,13–1,45 [30 °C, 1 Stunde] (über 63 A: 2 Std.)                                                         | 3–5                                      | × 1,5                                    |
| C                | für höheren Einschaltstrom (Maschinen, Lampengruppen), allgemein üblich in Italien, der Schweiz und Belgien | 1,13–1,45 [30 °C, 1 Stunde] (über 63 A: 2 Std.)                                                         | 5–10                                     | × 1,5                                    |
| D                | stark induktive oder kapazitive Last: Transformatoren, Elektromagnete, Kondensatoren, Schaltnetzteile       | 1,13–1,45 [30 °C, 1 Stunde] (über 63 A: 2 Std.)                                                         | 10–20                                    | × 1,5                                    |
| E                | „Exakt“, SH-Schalter – Selektiver Hauptleitungsschutzschalter                                               | 1,05–1,2 [30 °C, 2 Stunden]                                                                             | 5–6,25 (verzögert)                       |                                          |

Zeit-Strom-Kennlinie mit Auslösezeiten für die Charakteristiken B, C und D

| Z                | Halbleiterschutz; bei hoher Netzimpedanz                                                                    | Leistungsschalter nach EN 60947-2 (VDE 0660-101) 1,05–1,2 [20 °C, 2 Stunden] 1,05–1,3 [30 °C, 1 Stunde] | 2–3                                      | × 1,5                                    |
| R                | Moeller; „rapid“, veraltet; identisch mit Z                                                                 | Leistungsschalter nach EN 60947-2 (VDE 0660-101) 1,05–1,2 [20 °C, 2 Stunden] 1,05–1,3 [30 °C, 1 Stunde] | 2–3                                      | × 1,5                                    |
| K                | „Kraft“, für hohen Einschaltstrom, sensible Überlastauslösung                                               | Leistungsschalter nach EN 60947-2 (VDE 0660-101) 1,05–1,2 [20 °C, 2 Stunden] 1,05–1,3 [30 °C, 1 Stunde] | 8–14                                     | × 1,5                                    |
| S                | Moeller (nicht genormt); „Steuertransformatoren“; ähnlich D                                                 | Leistungsschalter nach EN 60947-2 (VDE 0660-101) 1,05–1,2 [20 °C, 2 Stunden] 1,05–1,3 [30 °C, 1 Stunde] | 13–17                                    |                                          |
| H                | „Haushalt“, bis ca. 1977; bei hoher Netzimpedanz; ähnlich A oder Z; Ersatztyp im Haushalt: B                | 1,5–2,1 (bis 4 A) 1,5–1,9 (6–10 A) 1,4–1,75 (12–25 A) 1,3–1,6 (über 25 A) [25 °C, 1 Stunde]             | 2–3                                      | 3–5                                      |
| L                | „Leitungsschutz“ (ursprünglich „Licht“), bis 1990; Ersatztyp: B; als Schraubautomat noch genormt            | 1,5–2,1 (bis 4 A) 1,5–1,9 (6–10 A) 1,4–1,75 (12–25 A) 1,3–1,6 (über 25 A) [25 °C, 1 Stunde]             | ca. 3,5–5                                | max. 8                                   |
| U                | „universal“, bis ca. 1993 (z. B. ABB, Moeller, Schrack); oft in Österreich, Vorläufer: HG; Ersatztyp: C     | 1,5–2,1 (bis 4 A) 1,5–1,9 (6–10 A) 1,4–1,75 (12–25 A) 1,3–1,6 (über 25 A) [25 °C, 1 Stunde]             | 5,5–12                                   |                                          |
| U                | zweite Variante (seltener, z. B. AEG): Überlastauslösung ähnlich G                                          | 1,05–1,35 [1 Stunde]                                                                                    | 6–10                                     | × 1,5                                    |
| G                | „Geräteschutz“ (international „general“), veraltet; Ersatztyp: C                                            | 1,05–1,35 [1 Stunde]                                                                                    | 6–10                                     | × 1,5                                    |
| V                | „Verbraucher“, bis ca. 1990 (z. B. CMC, Weber, ABB); oft in der Schweiz, veraltet; Ersatztyp: C             | 1,5–1,9 (10 A) 1,4–1,75 (16–25 A) 1,3–1,6 (32 A)                                                        | 7 - 12                                   |                                          |

Für Deutschland galt bei Neuinstallation (nach den TAB in Verbindung mit DIN 18015-1) eine Zeit lang:
- Im Stromkreisverteiler von Wohnungen dürfen für Beleuchtungs- und Steckdosenstromkreise nur laienbedienbare Leitungsschutzschalter verwendet werden. Schmelzsicherungen sind nur noch zulässig für fest angeschlossene Geräte (z. B. Durchlauferhitzer) oder als Vorsicherung für Unterverteilungen.
- Zur Absicherung im Vorzählerbereich werden selektive Leitungsschutzschalter (SLS) verwendet.

In der DIN 18015-1:2013-09 ist dieses Verbot von Schmelzsicherungen jedoch nicht mehr enthalten. Sie fordert lediglich die Laienbedienbarkeit solcher Einrichtungen, nennt jedoch keine Verpflichtung zur Rückstellbarkeit. Sicherungslasttrennschalter mit integriertem Sichtfenster für D01-Sicherungseinsätze erfüllen die Anforderung durchaus. Sie erlauben eine sichere, werkzeuglose Bedienung durch elektrotechnische Laien, einschließlich Sichtprüfung und Austausch der Sicherung.
NH-Sicherungen sind in diesem Anwendungsbereich nur dann zulässig, wenn eine andere „laienbedienbare Freischaltmöglichkeit der Kundenanlage“, z. B. als Nachzählersicherung mit einem Neozed-Lasttrenner, gegeben ist.
In der Regel werden in Wohn- oder Büroräumen Leitungsschutzschalter der B-Charakteristik eingesetzt. Die C-Charakteristik wird als Leitungs- und Geräteschutz für Zuleitungen zu Verbrauchern mit hohem Einschaltstrom verwendet, da es bei B-Charakteristik im Anlaufmoment zu Fehlauslösungen kommen kann. Bei der Absicherung von Stromkreisen mit elektronischen Verbrauchern (EVG, Schaltnetzteile) mit Leitungsschutzschaltern ist besonderes Augenmerk nötig, da deren hohe Einschaltströme zu beachten sind.
Leitungsschutzschalter mit Charakteristik B sind entsprechend der Renard-Serie für folgende Bemessungsströme verfügbar: 6 | 10 | 13 | 16 | 20 | 25 | 32 | 35 | 40 | 50 | 63 Ampere. Herstellerabhängig sind auch andere Werte lieferbar. Typ C- und D- sowie Typ K- und Z-Leitungsschutzschalter gibt es in größerer Typenvielfalt mit Werten bis unter 1 A. In Deutschland werden in Wohnräumen die einzelnen Stromkreise meist mit B-16-Leitungsschutzschalter (16 A) gesichert.
Die H-Charakteristik wurde seit den 1950er-Jahren für Haushaltsstromkreise eingesetzt, um bei Kurzschluss in den vorhandenen Netzen mit hoher Impedanz oder bei Schutzerdung zuverlässig Schnellauslösung zu erreichen. Bei den heutigen Netzverhältnissen kann die empfindliche Kurzschlussauslösung unerwünscht ansprechen. Davon betroffen sind etwa Verbraucher mit Schaltnetzteil (z. B. Computer, Fernseher) oder Motoren (z. B. in Staubsaugern). In solchen Fällen ist der Austausch durch B-Leitungsschutzschalter empfehlenswert. Ein Leitungsschutzschalter H10 kann üblicherweise durch B13 ersetzt werden, da diese die gleiche Überlastcharakteristik besitzen.

## Schaltvermögen
Leitungsschutzschalter müssen hohe Kurzschlussströme abschalten können. Das Abschaltvermögen, als Bemessungs-Kurzschluss-Ausschaltvermögen {\displaystyle I_{\text{cn}}} bezeichnet, wird normativ wie folgt abgestuft:
| Schaltvermögen (230/400 V AC 50 Hz) | Bemerkung                                                                                            |
| ----------------------------------- | --- |
| 03.000 A                            | In Deutschland und Österreich nicht zugelassen, in Belgien Standard für Wohnungen                    |
| 04.500 A                            | In Italien für einphasige Abnehmer                                                                   |
| 06.000 A                            | Mindestwert in Deutschland (nach TAB) und Österreich. Üblich für Wohn- und Bürogebäude, Kleingewerbe |
| 10.000 A                            | In Industrieanlagen                                                                                  |
| 15.000 A                            | Industrie und für Sonderfälle                                                                        |
| 25.000 A                            | Hochleistungsautomaten und selektive LS-Schalter                                                     |

| 6000 3                                     |
| Abschaltvermögen, Energiebegrenzungsklasse |

Daneben gibt es Anforderungen an die Kurzschlussstrombegrenzung. In Deutschland gilt nach den technischen Anschlussbedingungen für Leitungsschutzschalter bis 32 A ausschließlich die Energiebegrenzungsklasse 3 (Selektivitätsklasse 3, „hohe Anforderungen“), welche die größte Kurzschlussstrombegrenzung nach VDE 0641 aufweist. Der Kurzschlussstrom ist durch die Netzimpedanz (Innenwiderstand des Stromnetzes) begrenzt.

## Normen und Vorschriften
- DIN VDE 0100-430: Errichten von Niederspannungsanlagen – Teil 4-43: Schutzmaßnahmen – Schutz bei Überstrom
- DIN EN 60898-1 (VDE 0641-11): Elektrisches Installationsmaterial – Leitungsschutzschalter für Hausinstallationen und ähnliche Zwecke, Teil 1: Leitungsschutzschalter für Wechselstrom (AC)

## Fachliteratur
- Günter Springer (Hrsg.): Fachkunde Elektrotechnik. 20. Auflage. Europa-Lehrmittel, Haan-Gruiten 1993, ISBN 3-8085-3020-0, S. 90.
- Theodor Schmelcher: Handbuch der Niederspannung, Projektierungshinweise für Schaltgeräte Schaltanlagen und Verteiler. 1. Auflage. Siemens Aktiengesellschaft (Abt. Verlag), Berlin und München 1982, ISBN 3-8009-1358-5.
- Ernst Hörnemann, Heinrich Hübscher: Elektrotechnik Fachbildung Industrieelektronik. 1. Auflage. Westermann Schulbuchverlag GmbH, Braunschweig 1998, ISBN 3-14-221730-4.
- Alfred Hösl, Roland Ayx, Hans Werner Busch: Die vorschriftsmäßige Elektroinstallation, Wohnungsbau-Gewerbe-Industrie. 18. Auflage. Hüthig-Verlag, Heidelberg 2003, ISBN 3-7785-2909-9.
- Auslöse-Charakteristiken für Sicherungsautomaten im Vergleich. (PDF; 366 kB) ABB Stotz-Kontakt GmbH, abgerufen am 5. November 2022 (Technische Information von ABB).
- Auslösekennlinien Leitungsschutzschalter. (PDF; 316 kB) Schupa, archiviert vom Original am 15. Dezember 2011; abgerufen am 1. September 2020.
- Selektiver Hauptleitungsschutzschalter LSHU-KL. (PDF; 1,9 MB) Moeller GmbH, abgerufen am 5. November 2022 (für Auslösecharakteristik von SLS).